# XML Process Definition Language
XML Process Definition Language（XPDL）とは、ワークフロー製品間（モデリングエンジンやワークフローエンジン）でビジネスプロセス定義を交換するために定義された標準形式であり、Workflow Management Coalition (WfMC) が策定した。XPDL はワークフローの宣言部を記述するためのXMLスキーマを定義している。
XPDL はビジネスプロセスのワークフローを視覚的にも意味的にも定式化して交換するために設計された。XPDL には、活動ノードの2次元座標やノード間の接続のための線の座標といった情報を含んでいる。XPDL がこのような図としての情報を持つ点が類似の形式である BPEL と大きく異なる点である。BPEL はむしろプロセスの実行的側面に注目した形式であり、ワークフローを図示することは考慮していない。

## 歴史
1993年8月、Workflow Management Coalition (WfMC) が設立され、Workflow Reference Model の定義を開始した（1995年発表）。これは、ワークフロー管理システムが持つべき5つのインタフェースの概要を示したものである。インタフェース 1 はビジネスプロセスの定義のためのインタフェースで、2つの部分からなる。プロセス定義言語とプロセス定義をワークフロー管理システムとやり取りするためのプログラム的なインタフェースである。
最初のプロセス定義言語は Workflow Process Definition Language (WPDL) と呼ばれ、1998年に発表された。このプロセスメタモデルには、URLエンコーディングも含めたワークフロー自動化に必要なあらゆる概念が含まれている。相互運用デモも行われ、プロセスモデルの交換の利便性が示された。
1998年、最初の標準をXMLベースにしたものが登場した。交換言語のベースとしてXMLの文法を使ったユーティリティである。WfMC Working Group 1 は XML Process Definition Language (XPDL) 1.0 を作成した。この第二版は WPDL と同じコンセプトを保ちつつ XML ベースになっており、一部改良もなされている。XPDL 1.0 は 2002年に WfMC の承認を受け、多くのワークフロー製品やBPM製品で採用された。XPDL を中心としたワークフローに関する研究も盛んに行われている。特に XPDL 1.0 が登場した時点ではプロセスモデル交換の標準と言える言語は XPDL しかなかったのである。
WfMC はその後もプロセス定義（交換）言語の改良と更新を続けた。2004年、WfMC は BPMN を承認した。これはプロセス定義の視覚的表現の標準である。XPDL は BPMN が表現できる図を XML 上で全て記述することを目標として拡張された。第三版は XPDL 2.0 として2005年10月に WfMC の承認を受けた。